# Diocesi di Kitui
La diocesi di Kitui (in latino Dioecesis Kituiensis) è una sede della Chiesa cattolica in Kenya suffraganea dell'arcidiocesi di Nairobi. Nel 2023 contava 242.065 battezzati su 1.200.946 abitanti. È retta dal vescovo Joseph Mwongela.

## Territorio
La diocesi comprende la contea di Kitui in Kenya.
Sede vescovile è la città di Kitui, dove si trova la cattedrale di Nostra Signora d'Africa.
Il territorio è suddiviso in 32 parrocchie.

## Storia
La prefettura apostolica di Kitui fu eretta il 20 febbraio 1956 con la bolla Quoniam superna di papa Pio XII, ricavandone il territorio dalla diocesi di Meru e dall'arcidiocesi di Nairobi.
Il 16 novembre 1963 la prefettura apostolica è stata elevata a diocesi con la bolla Christi evangelium di papa Paolo VI.

## Cronotassi dei vescovi
Si omettono i periodi di sede vacante non superiori ai 2 anni o non storicamente accertati.
- William Dunne, S.P.S. † (19 ottobre 1956 - 2 novembre 1995 ritirato)
- Boniface Lele † (2 novembre 1995 - 1º aprile 2005 nominato arcivescovo di Mombasa)
  - Sede vacante (2005-2008)
- Anthony Muheria (28 giugno 2008 - 23 aprile 2017 nominato arcivescovo di Nyeri)
  - Sede vacante (2017-2020)[2]
- Joseph Mwongela, dal 17 marzo 2020

## Statistiche
La diocesi nel 2023 su una popolazione di 1.200.946 persone contava 242.065 battezzati, corrispondenti al 20,2% del totale.
| anno | popolazione | popolazione | popolazione | presbiteri | presbiteri | presbiteri | presbiteri                | diaconi | religiosi | religiosi | parrocchie |
| anno | battezzati  | totale      | %           | numero     | secolari   | regolari   | battezzati per presbitero | diaconi | uomini    | donne     | parrocchie |
| ---- | ----------- | ----------- | ----------- | ---------- | ---------- | ---------- | ------------------------- | ------- | --------- | --------- | ---------- |
| 1969 | 12.011      | 301.000     | 4,0         | 37         | 37         |            | 324                       |         |           | 27        | 12         |
| 1980 | 39.288      | 442.000     | 8,9         | 34         | 2          | 32         | 1.155                     |         | 34        | 34        |            |
| 1990 | 76.471      | 530.000     | 14,4        | 38         | 16         | 22         | 2.012                     |         | 24        | 50        | 17         |
| 1999 | 125.869     | 840.471     | 15,0        | 40         | 26         | 14         | 3.146                     |         | 20        | 53        | 21         |
| 2000 | 134.450     | 864.000     | 15,6        | 39         | 28         | 11         | 3.447                     |         | 18        | 47        | 21         |
| 2001 | 138.762     | 219.917     | 63,1        | 37         | 31         | 6          | 3.750                     |         | 13        | 45        | 21         |
| 2002 | 134.804     | 230.913     | 58,4        | 36         | 27         | 9          | 3.744                     |         | 16        | 73        | 22         |
| 2003 | 137.130     | 918.406     | 14,9        | 42         | 34         | 8          | 3.265                     |         | 15        | 67        | 23         |
| 2004 | 143.106     | 945.958     | 15,1        | 46         | 41         | 5          | 3.111                     |         | 12        | 69        | 23         |
| 2006 | 241.848     | 1.091.530   | 22,2        | 56         | 51         | 5          | 4.318                     |         | 12        | 105       | 24         |
| 2013 | 290.000     | 1.295.000   | 22,4        | 68         | 66         | 2          | 4.264                     |         | 10        | 92        | 24         |
| 2016 | 213.441     | 1.387.583   | 15,4        | 76         | 74         | 2          | 2.808                     |         | 9         | 93        | 26         |
| 2019 | 238.575     | 1.039.960   | 22,9        | 75         | 75         |            | 3.181                     |         | 8         | 93        | 28         |
| 2021 | 229.069     | 1.165.540   | 19,7        | 79         | 77         | 2          | 2.899                     |         | 9         | 95        | 29         |
| 2023 | 242.065     | 1.200.946   | 20,2        | 84         | 82         | 2          | 2.881                     |         | 9         | 89        | 32         |